# O Gud, som mina steg ledsagar
O Gud, som mina steg ledsagar är en psalm med text skriven av Johan Olof Wallin.

## Publicerad i
- 1819 års psalmbok som nr 357 under rubriken "Med avseende på särskilda personer, tider och omständigheter: Ungdom och ålderdom: För äldre kristens tackoffer på sin födelsedag".[1]